# Wilhelm Bauer
Wilhelm Bauer (Dillingen an der Donau, 23 de dezembro de 1822 — Munique, 20 de junho de 1875) foi um engenheiro e inventor alemão.
Construiu diversos submarinos sem motor, acionados manualmente.

## Brandtaucher
Em 1850, Bauer construiu com a ajuda de August Howaldt o primeiro submarino moderno no estaleiro Schweffel & Howaldt que foi nomeado Brandtaucher em sua homenagem, mas que mais tarde recebeu o apelido de "Eiserner Seehund" (selo de ferro). Apesar do ceticismo de seus superiores, Bauer conseguiu impor sua ideia e receber autorização para construir o veículo, mas devido aos escassos recursos de que dispunha teve que fazer algumas modificações no projeto original e reduzir a espessura da chapa de 12,5 mm a 6 mm. Além disso, novamente devido aos poucos recursos que foram colocados à sua disposição, ele teve que desistir de construir tanques de lastro, mas foi forçado a usar o interior do veículo como tanque de lastro, inundando-o para mergulhar o submarino. 

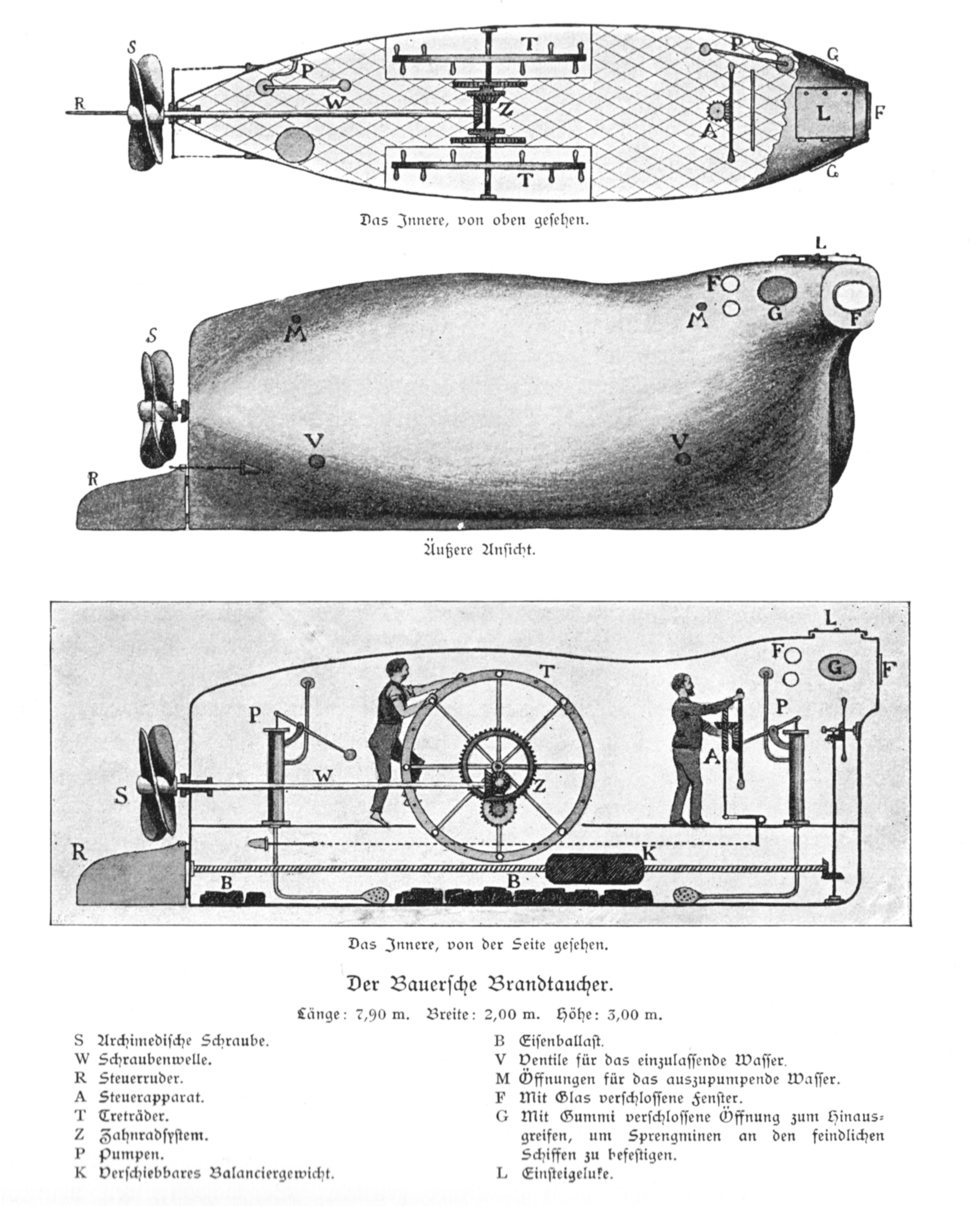
Esboço do Brandtaucher

Após alguns mergulhos de teste, no entanto, a embarcação foi perdida em 1 de fevereiro de 1851 durante um mergulho no Kieler Förde. A causa mais provável para a perda do veículo é um vazamento, embora pareça plausível que a tripulação tenha, por engano, permitido que muita água entrasse no compartimento e, consequentemente, o veículo tivesse caído no fundo. No entanto a tripulação conseguiu escapar graças à intuição de Bauer que tinha entendido que a escotilha estava bloqueada devido à sobrepressão externa. Bauer então inundou todo o casco até que a pressão interna compensasse a pressão externa e os três membros da tripulação pudessem abandonar a embarcação. O Brandtaucher foi encontrado em 1887 durante as obras de restauração do porto de Kiel a uma profundidade de 18 metros. O casco restaurado está agora em exibição no museu militar Bundeswehr em Dresden.

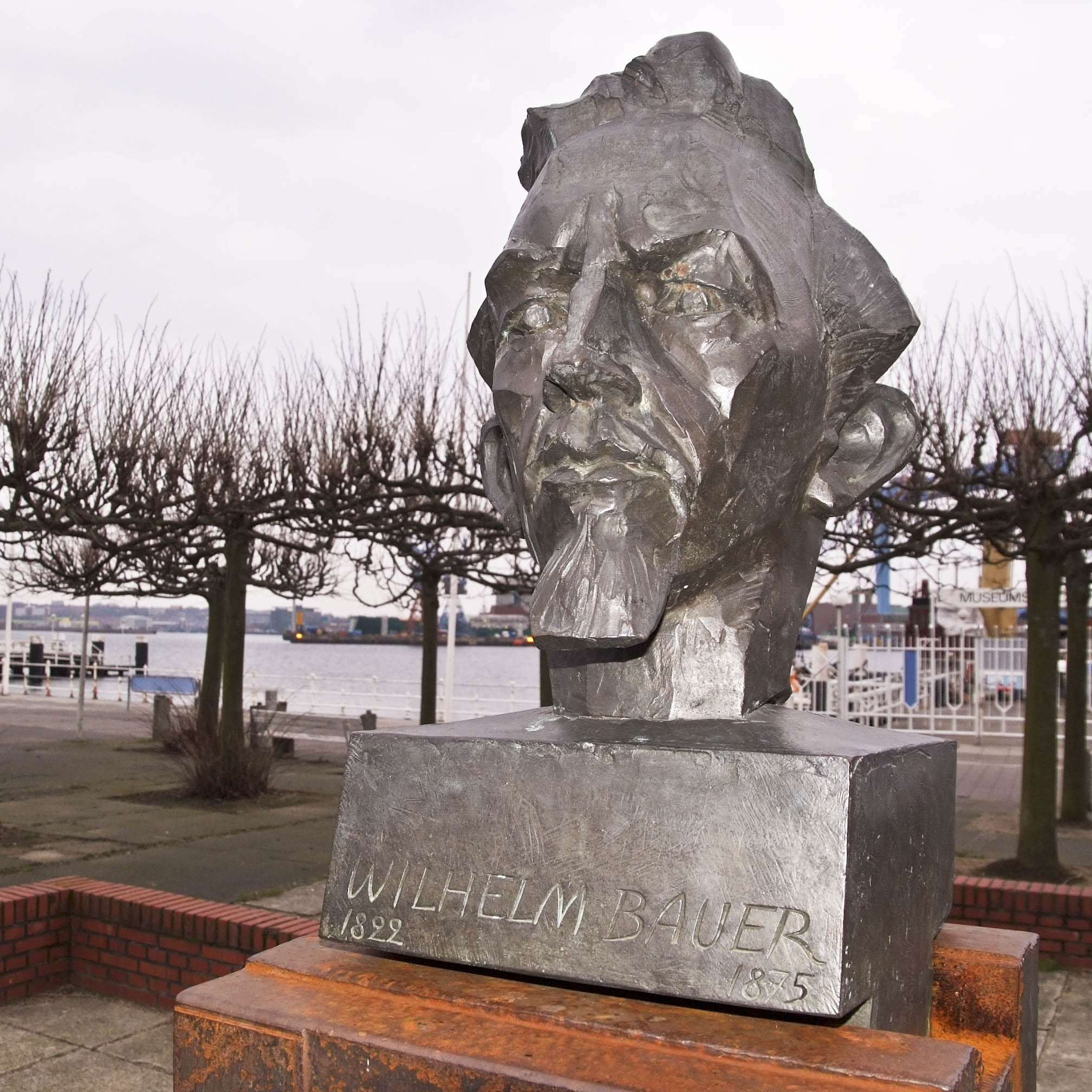
Escultura em Kiel, Alemanha

## Seeteufel

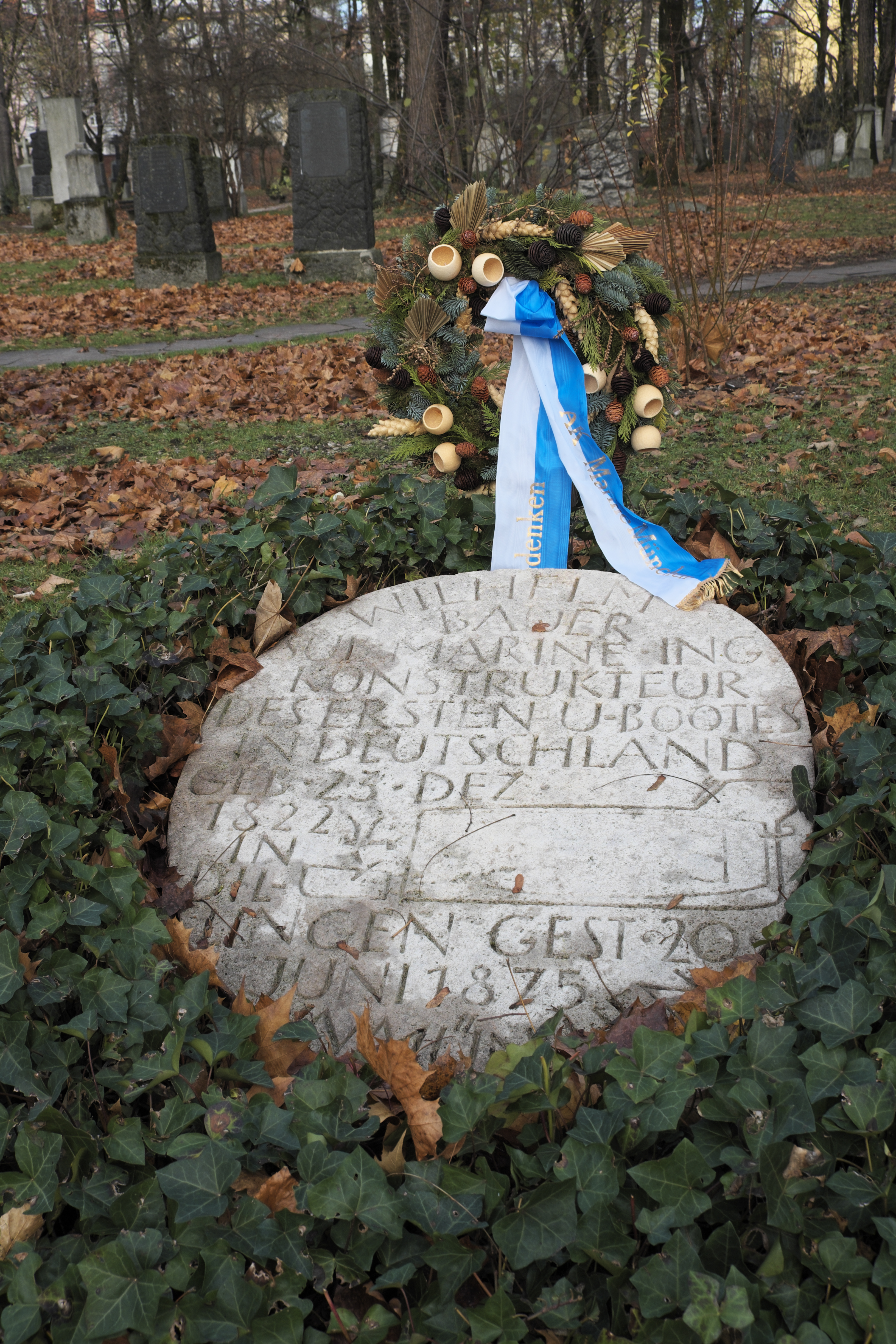
Sepultura de Wilhelm Bauers no Alter Nordfriedhof (Munique)

Também graças ao compromisso de Bauer, a marinha imperial russa construiu um submarino semelhante ao Brandtaucher lançado em 1856. Construído em São Petersburgo, o submarino tinha um comprimento de 52 pés e uma tripulação de 12 pessoas. A unidade foi implantada em 133 mergulhos de teste, todos eles concluídos com sucesso, mas na partida de 134 afundou devido a erro humano. Também nesta ocasião a tripulação conseguiu escapar.